# Nauszikaa
Nauszikaa (görög Ναυσικάα, a név jelentése: égő hajók) Homérosz Odüsszeiájában a hatodik énekben (VI. 17) lép színre. Alkinoosz phaiákok királyának (VII. 64), és Árété királynőnek (VII. 66) leánya. Az Odüsszeiában igen fontos helyet foglal el a phaiákoknál töltött idő, hiszen Odüsszeusz itt, a királyi családnak és udvarának meséli el kalandos útjának nagy részét (VII-XII. énekek), majd a phaiákoktól kap hajót a hazatéréshez.

## Története
Nauszikaanak álmában egyik barátnője, Dümász leánya képében jelent meg Pallasz Athéné, és szolgálóival együtt ruhát mosni hívta a folyóparti mosógödrökhöz. A gödrök ugyanis a tengerpart közelében voltak, és Athéné Odüsszeuszhoz akarta vezetni a királylányt.
Odüsszeusz éppen Kalüpszó nimfa szigetéről menekült tutajon, és azon a partszakaszon ért földet, ahol a leányok a mosás után kiteregették a ruhákat. Míg a kimosott fehérnemű száradt, labdajátékkal szórakoztak. Egy elguruló labda révén találták meg a partravetett Odüsszeuszt. Nauszikaa ételt és italt adatott neki, felöltöztette, majd elkísérte atyja, Alkinoosz palotájához.
Homérosz a költeményben Artemisz istennőhöz hasonlította Nauszikaa szépségét (VI. 102).
Létezik a történetnek egy olyan változata is, miszerint Odüsszeusz halála után fiának, Télemakhosznak sikerült eljutnia a phaiákok szigetére, itt feleségül vette Nauszikaat. Fia született tőle, aki nagyapja emlékére Perszeptolisz nevet kapta („városdúló”), más változatokban Ptoliporthosz.
Az Odüsszeia Devecseri-féle fordításában Nauszikaa epitheton ornansa „hókaru” (VI. 101, az eredetiben λευκώλενος).

## Utóélete
Nauszikaaról nevezték el a 192 Nausikaa jelű kisbolygót.
Mijazaki Hajao Kaze no Tani no Nausika című mangájának és az abból készült 1984-es Nauszika – A szél harcosai filmfeldolgozásának a főszereplőjét is Nauszikaa ihlette. Mijazaki a természet szeretőjének mutatta be Nauszikaat Bernard Evslin görög mitológiai antológiájának hatására és tovább színesítette Homérosz szereplőjét.

## Galéria
Nauszikaa és Odüsszeusz találkozása sok művészt ihletett meg. Festményben, szoborban örökítették meg alakjukat.

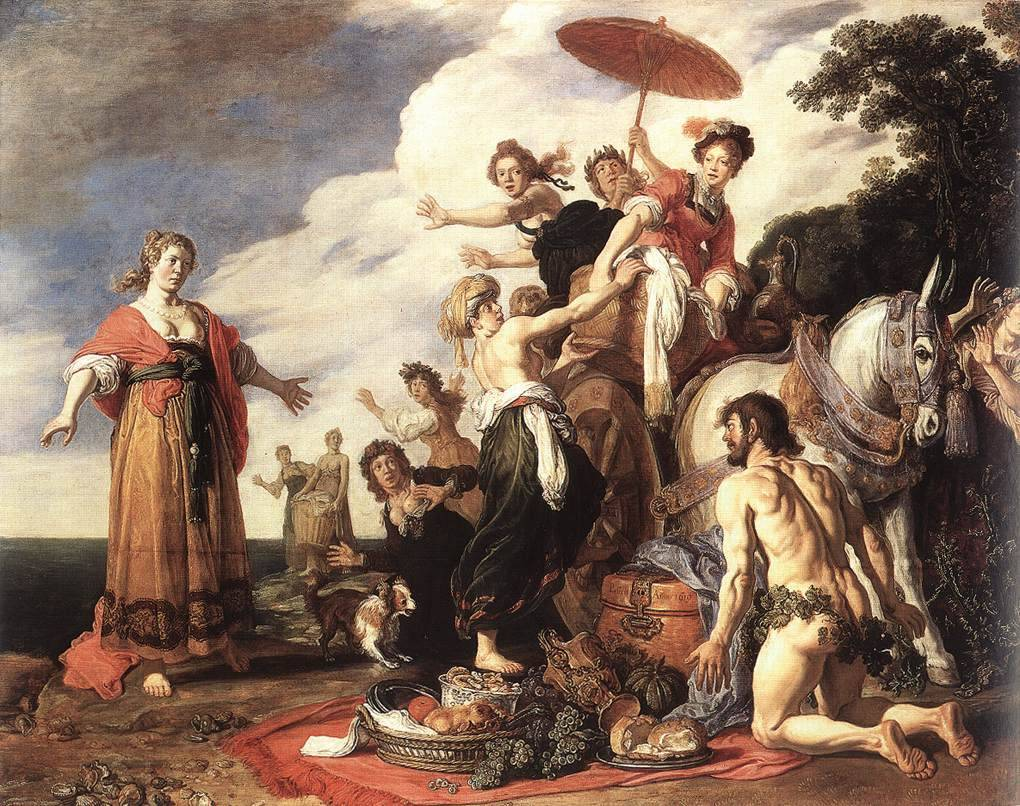
Pieter Lastman: Odysseus and Nausicaa, 1619. olaj, 91,5 × 117,2 cm. Alte Pinakothek, München.
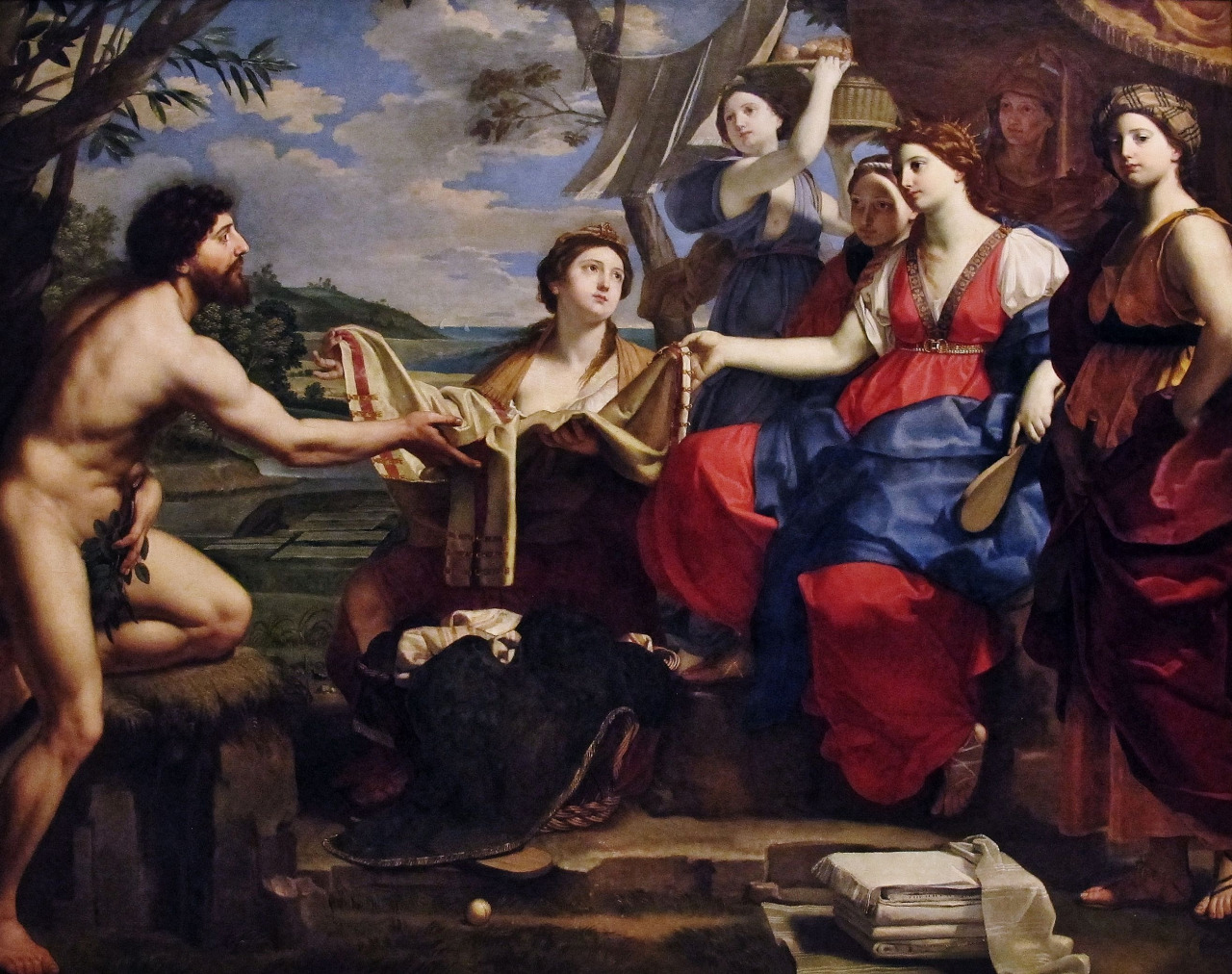
Michele Desubleo: Ulises y Nausicaa, Palazzo Montecitorio, Róma
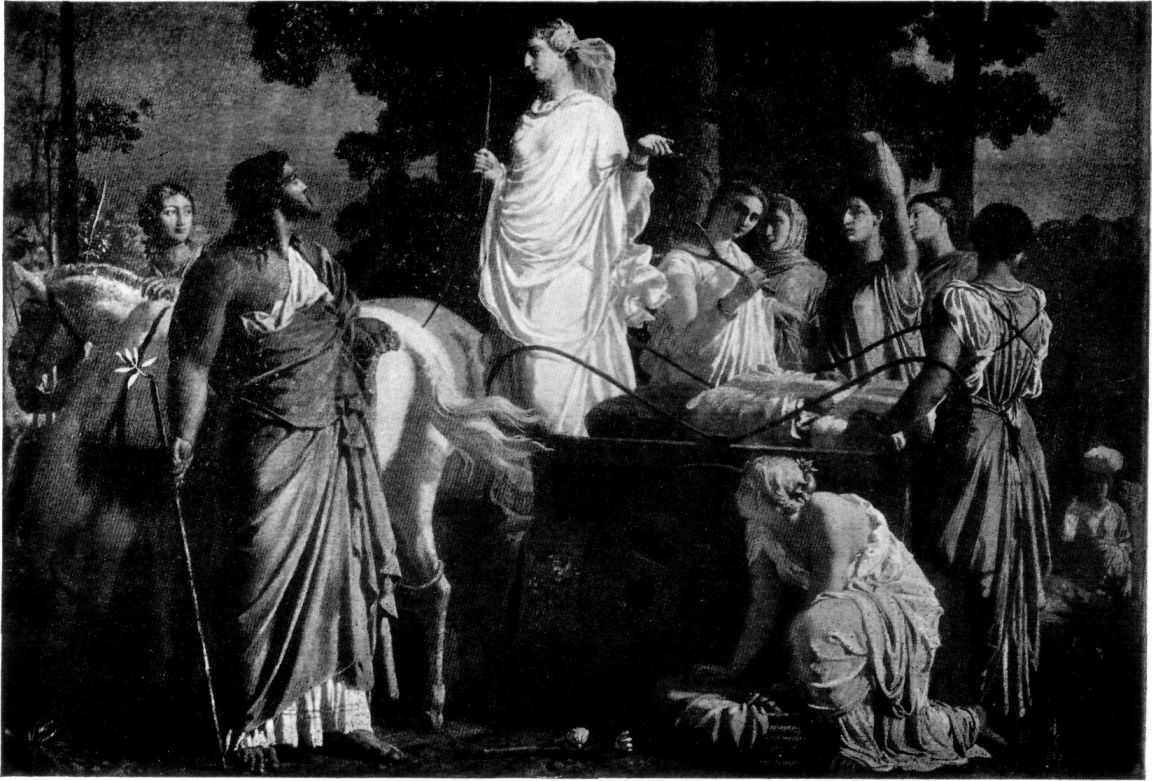
Charles Geyre: Odysseus and Nausicaä
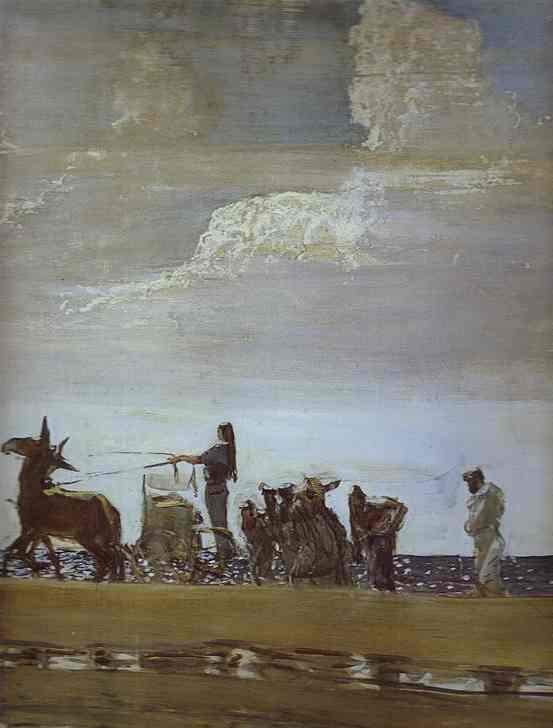
Szerov: Odüsszeusz és Nauszikaa, 1910. Tretyjakov Képtár
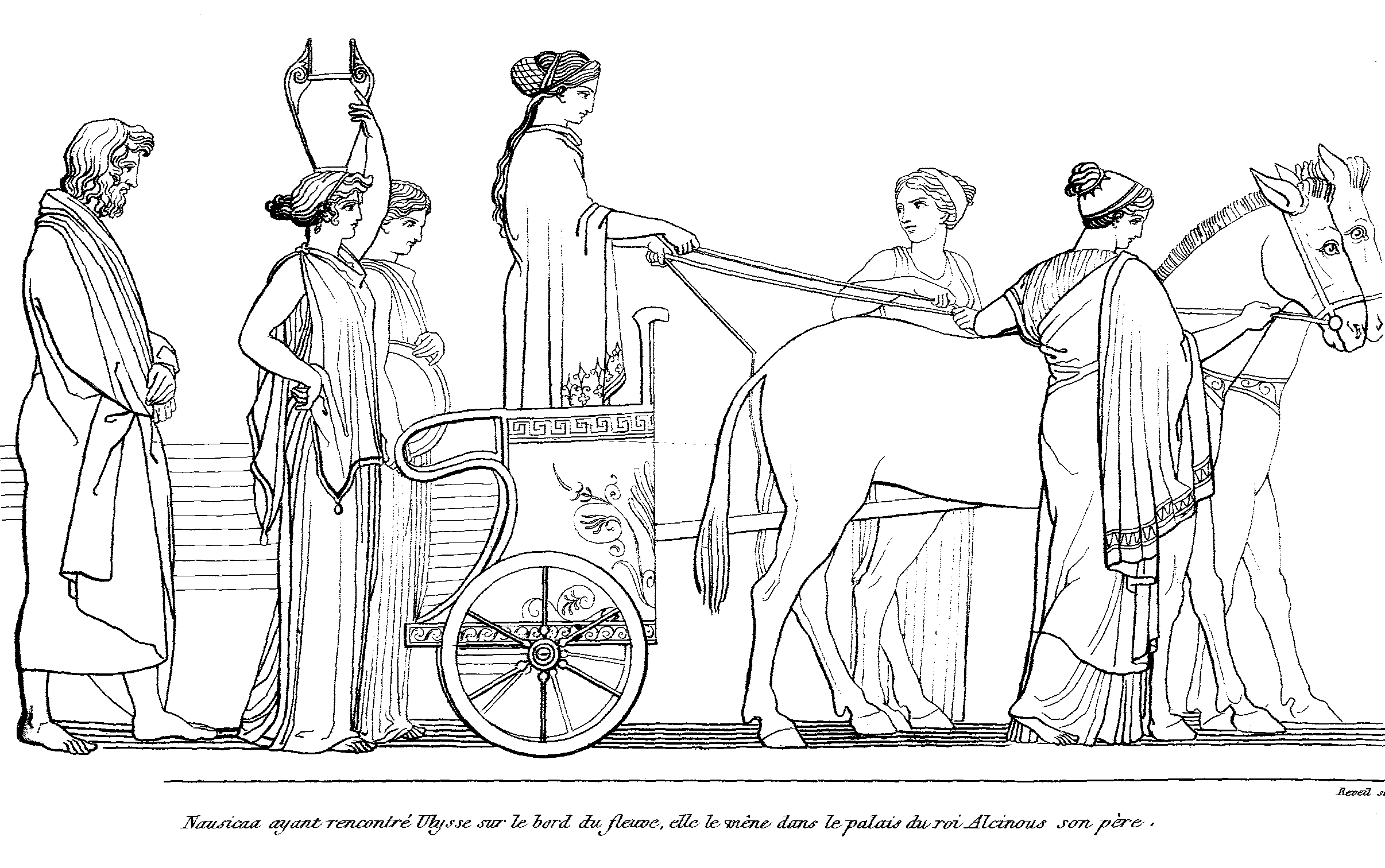
John Flaxman: Odüsszeusz illusztráció, 1810.
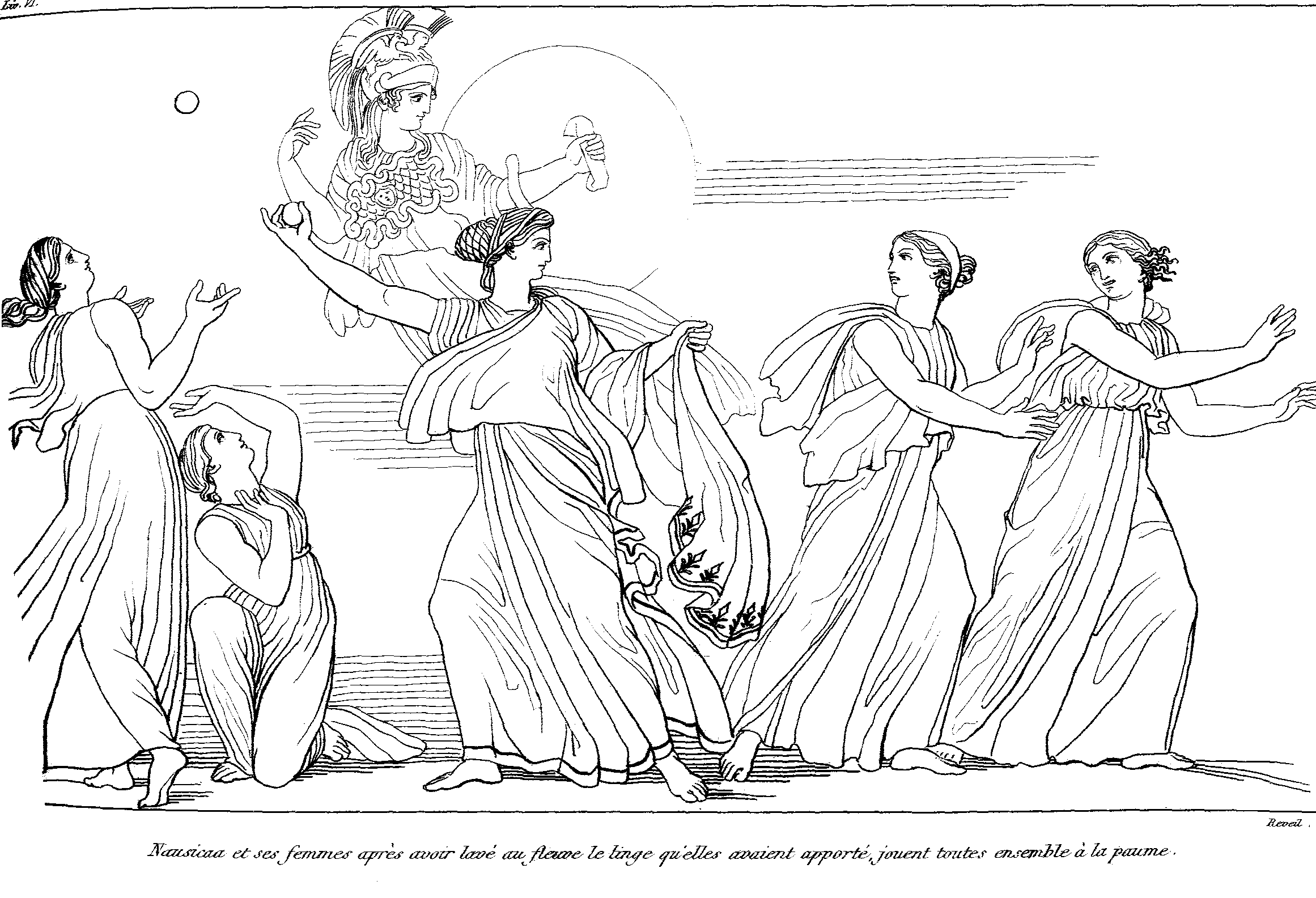
Athéné irányítja a labdát. (John Flaxman, 1810.)